# Campanula cespitosa
Campanula cespitosa är en klockväxtart som beskrevs av Giovanni Antonio Scopoli. Campanula cespitosa ingår i släktet blåklockor, och familjen klockväxter. Inga underarter finns listade i Catalogue of Life.

## Bildgalleri

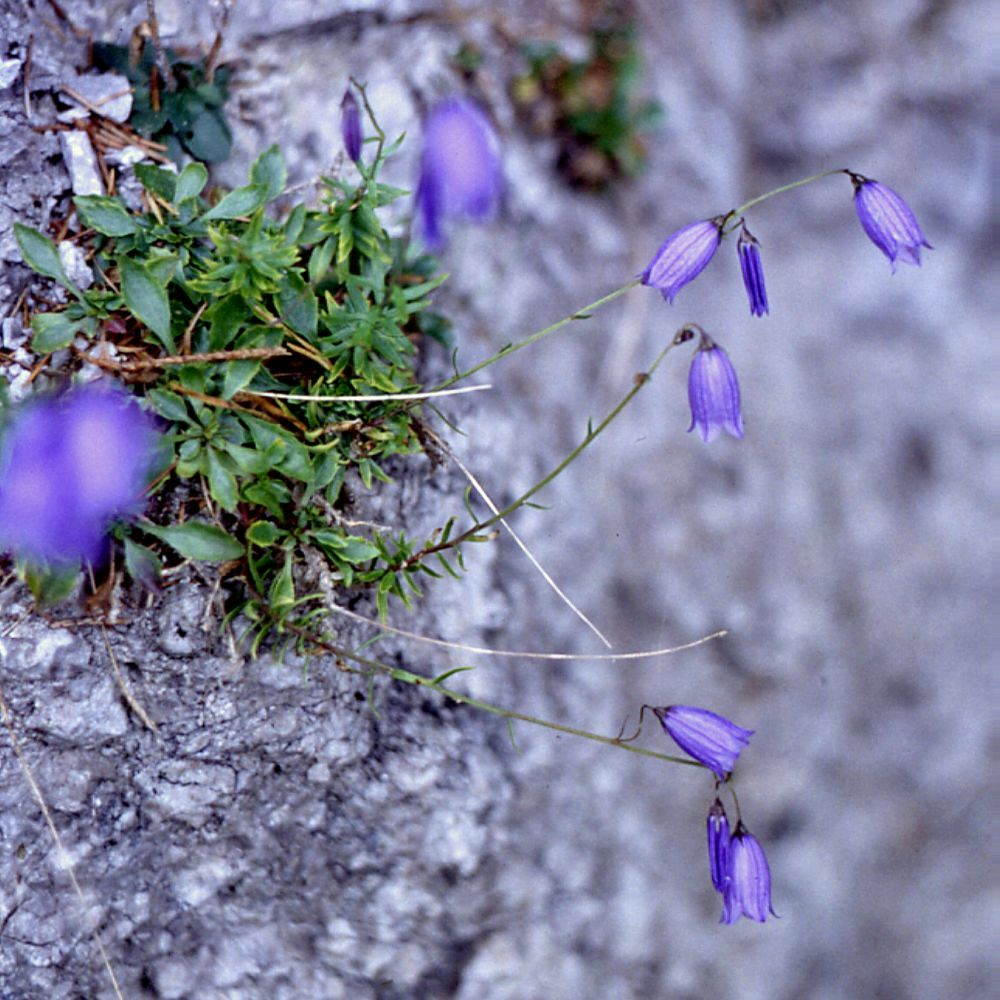
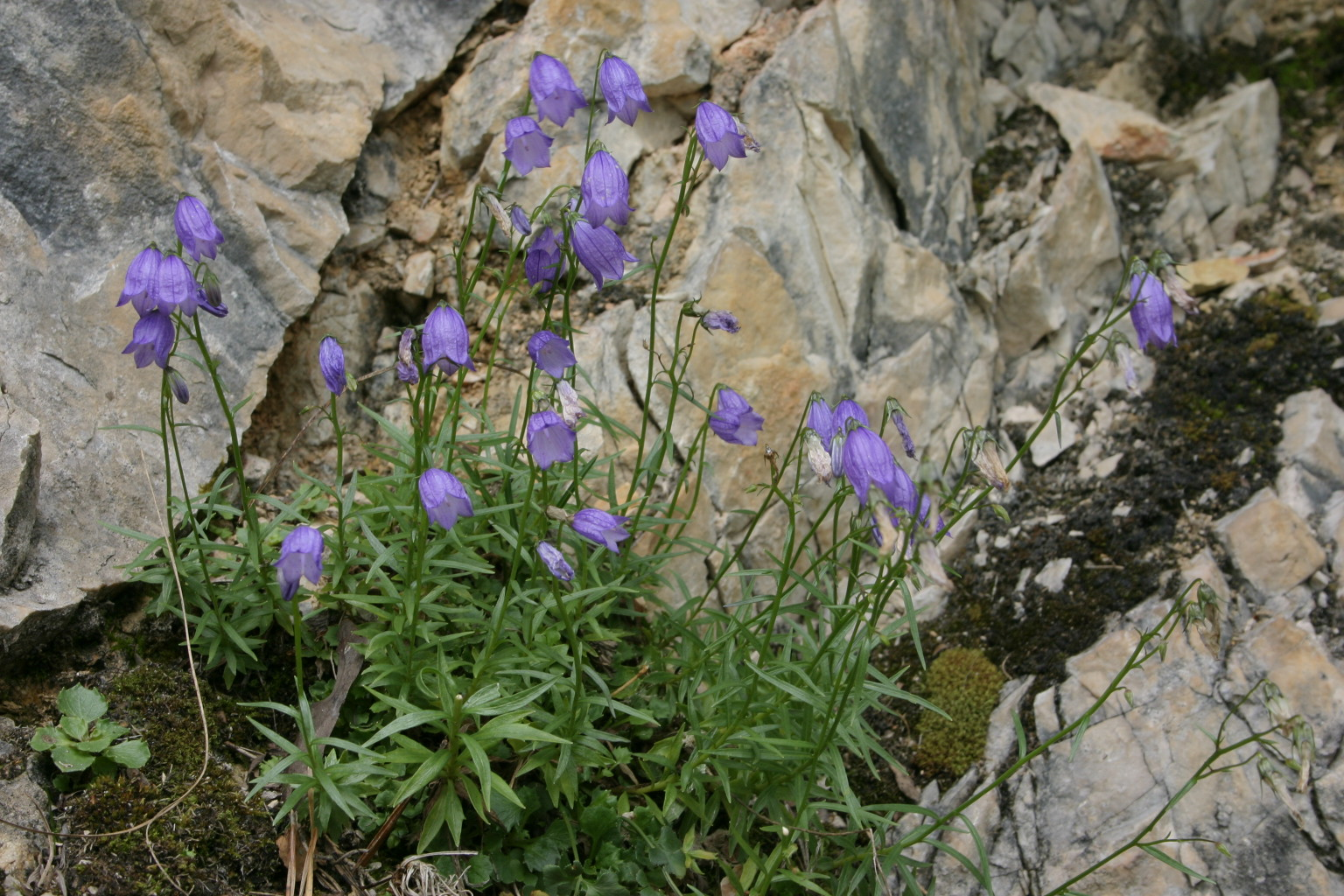
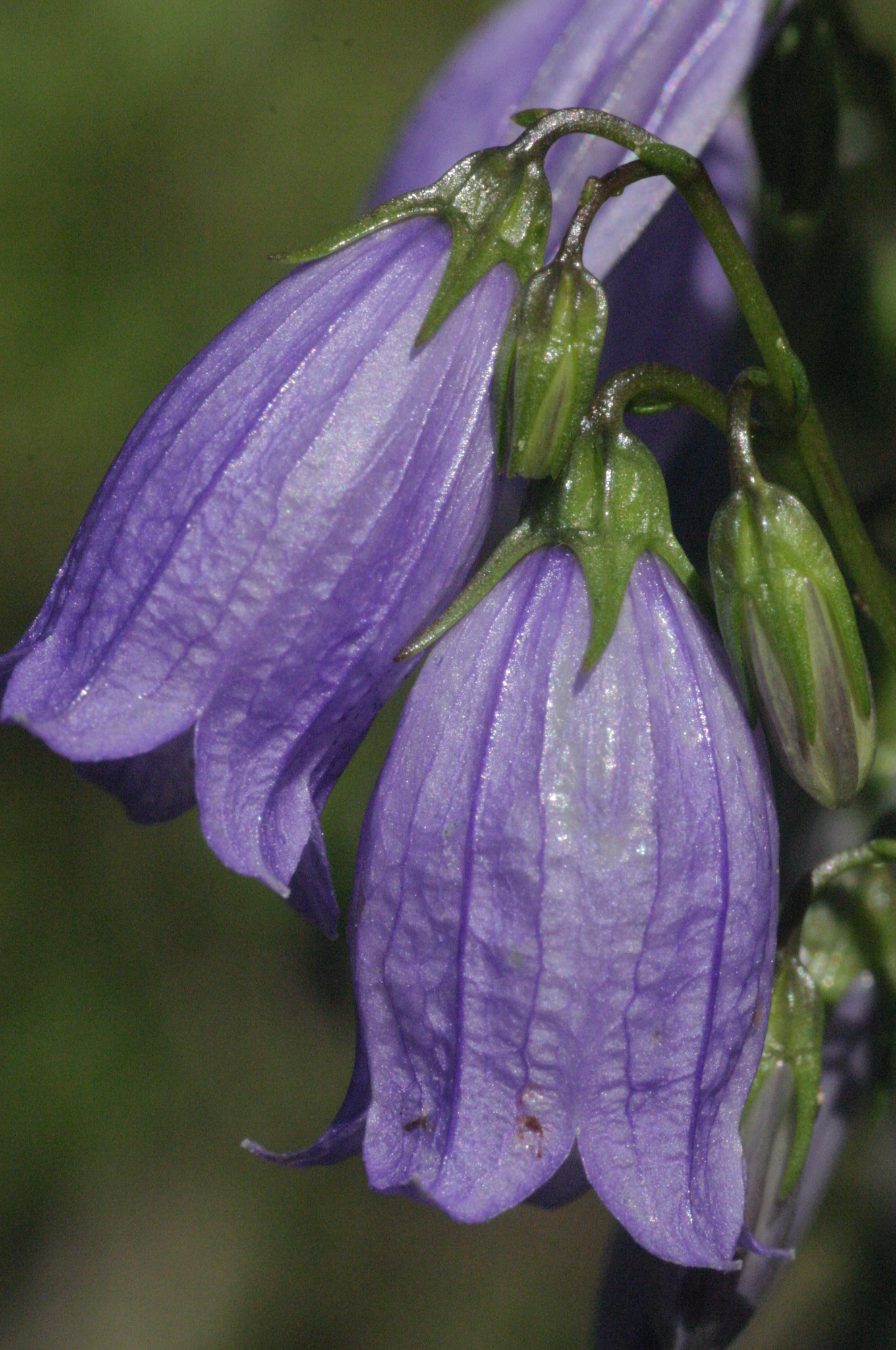
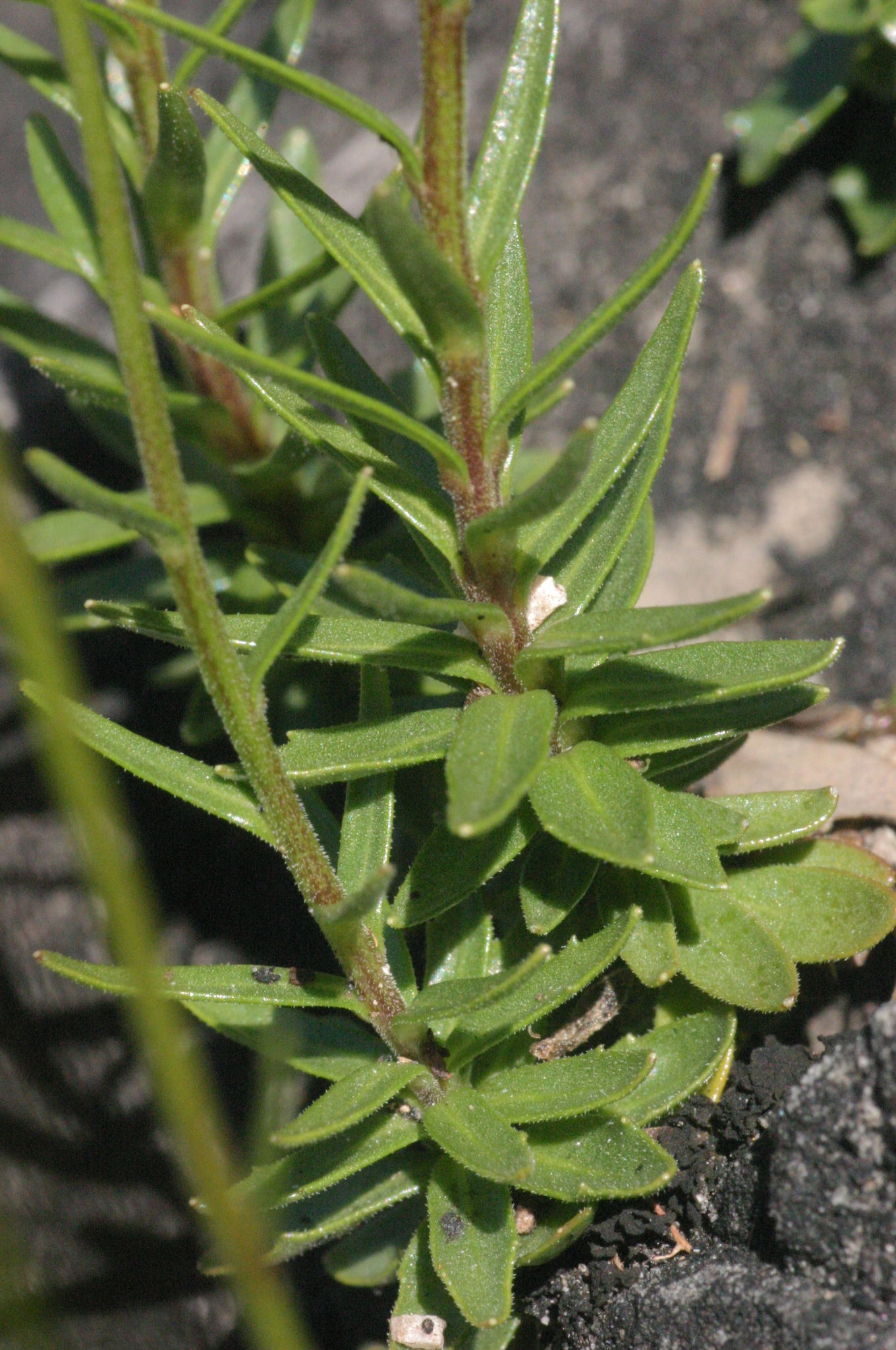
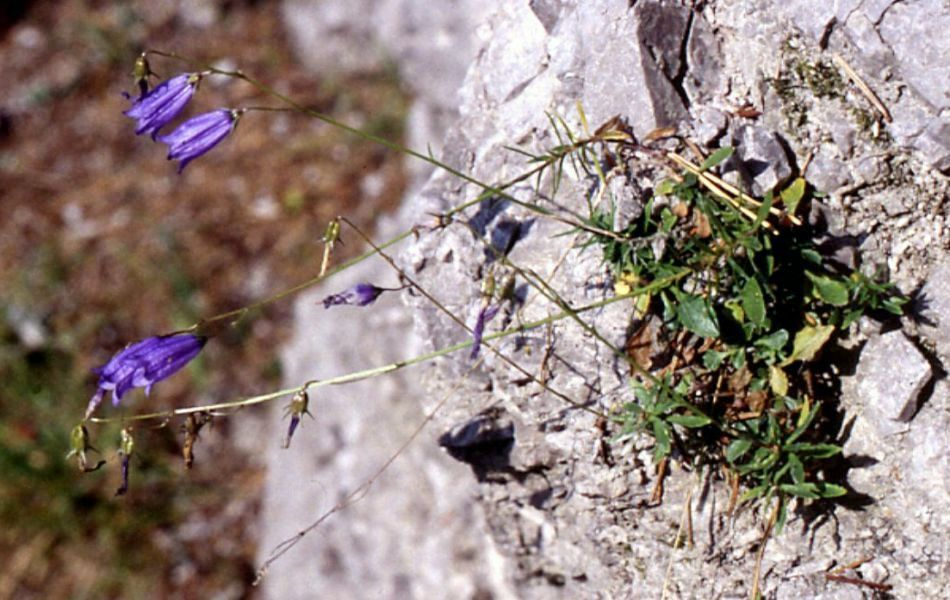
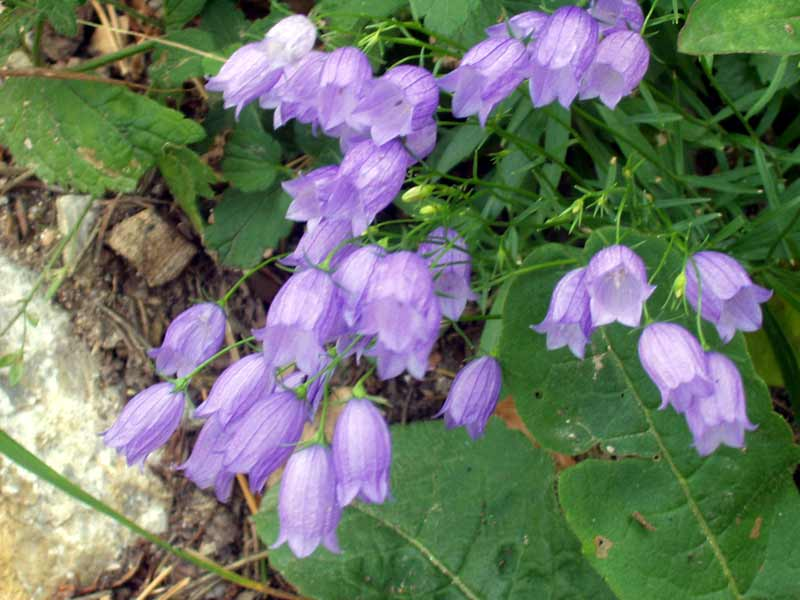